# Cryphia pseudoperla
Cryphia pseudoperla är en fjärilsart som beskrevs av Rothschild 1914. Cryphia pseudoperla ingår i släktet Cryphia och familjen nattflyn. Inga underarter finns listade i Catalogue of Life.